# Nothobranchius janpapi
Nothobranchius janpapi – gatunek ryby z rodziny Nothobranchiidae i rzędu karpieńcokształtnych. Występuje w rzece Pangani i Rufidżi we wschodniej Tanzanii. Osiąga do 4,5 cm długości. Jest rybą słodkowodną, niewędrowną. Trudna do utrzymania w akwarium.